# العلاقات النيجرية اللاوسية
العلاقات النيجرية اللاوسية هي العلاقات الثنائية التي تجمع بين النيجر ولاوس.

## مقارنة بين البلدين
هذه مقارنة عامة ومرجعية للدولتين:
| وجه المقارنة                                              | النيجر          | لاوس        |
| --------------------------------------------------------- | --------------- | ----------- |
| المساحة (كم2)                                             | 1.27 مليون      | 236.80 ألف  |
| عدد السكان (نسمة)                                         | 21.48 مليون     | 6.86 مليون  |
| الكثافة السكانية (ن./كم²)                                 | 16.91           | 28.97       |
| العاصمة                                                   | نيامي           | فيينتيان    |
| اللغة الرسمية                                             | لغة فرنسية      | اللغة اللاو |
| العملة                                                    | فرنك غرب أفريقي | كيب لاوي    |
| الناتج المحلي الإجمالي (بليون دولار)                      | 8.12 مليار      | 16.85 مليار |
| الناتج المحلي الإجمالي (تعادل القوة الشرائية) بليون دولار | 19.01 مليار     | 38.71 مليار |
| الناتج المحلي الإجمالي الاسمي للفرد دولار أمريكي          | 358             | 1.82 ألف    |
| الناتج المحلي الإجمالي للفرد دولار أمريكي                 | 938             |             |
| مؤشر التنمية البشرية                                      | 0.348           | 0.575       |
| رمز المكالمات الدولي                                      | +227            | +856        |
| رمز الإنترنت                                              | .ne             | .la         |
| المنطقة الزمنية                                           | ت ع م+01:00     | ت ع م+07:00 |

## منظمات دولية مشتركة
يشترك البلدان في عضوية مجموعة من المنظمات الدولية، منها:
| علم المنظمة | اسم المنظمة                        | تاريخ انضمام النيجر | تاريخ انضمام لاوس |
| ----------- | ---------------------------------- | ------------------- | ----------------- |
|             | مؤسسة التنمية الدولية              | 24 أبريل 1963       | 28 أكتوبر 1963    |
|             | يونسكو                             | 10 نوفمبر 1960      | 9 يوليو 1951      |
|             | وكالة ضمان الاستثمار متعدد الأطراف | 10 مايو 2012        | 5 أبريل 2000      |
|             | الأمم المتحدة                      | 20 سبتمبر 1960      | 14 ديسمبر 1955    |
|             | البنك الدولي للإنشاء والتعمير      | 24 أبريل 1963       | 5 يوليو 1961      |
|             | منظمة حظر الأسلحة الكيميائية       | ?                   | ?                 |
|             | مؤسسة التمويل الدولية              | 7 يناير 1980        | 29 يناير 1992     |
|             | منظمة الشرطة الجنائية الدولية      | ?                   | ?                 |

## وصلات خارجية
- موقع وزارة الخارجية اللاوسية